# Kinder Pingui
Kinder Pingui (рус. Ки́ндер Пи́нгви) — кондитерское изделие, производимое итальянской компанией Kinder, принадлежащей Ferrero.

## Описание
Kinder Pingui представляет собой бисквитное пирожное с покрытием и разделительным слоем из молочного шоколада. При массе 30 граммов пирожное содержит 9,9 грамма сахара и 8,9 грамма жиров. Добавление алкоголя в различные продукты Kinder (Kinder Maxi King, Milch Schnitte, Kinder Pinguí) было прекращено компанией Ferrero в середине 2000 года путём изменения рецепта. Целевой аудиторией продукта являются, в основном, семьи с детьми. В 2004 году 48% всех детей в возрасте от 6 до 13 лет в Германии съедали хотя бы один «Kinder Pingui» в неделю.
Как и в случае с другими продуктами из линейки Kinder (Kinder Chocolate, Happy Hippo, Milch-Schnitte), компания Ferrero в своей рекламе старается подчеркнуть, что в состав продукта входит молоко, как полезное с точки зрения питания. Физиологическая калорийность Kinder Pinguí составляет примерно 1870 кДж/100 г (450 ккал/100 г), что несколько ниже, чем у Happy Hippo или Kinder Bueno. Тем не менее, в исследовании, проведённом для Федерального министерства защиты прав потребителей Германии, в 2005 году реклама «Киндер Пингви» была раскритикована как упрощающая. Содержание молока в основном состоит из сливочного масла и сухого обезжиренного молока — примерно одна чайная ложка (5 граммов) на батончик «Киндер Пингви». Реклама «Киндер Пингви» также использует привлекательные для детей рекламные материалы, например, пингвина в качестве узнаваемого персонажа. Но в большей степени Kinder Pingui ориентирован на родителей как на целевую аудиторию. Помимо аргументации, касающейся пищевой ценности, родителям также обещаны удовольствие и удобство, например, в ролике, в котором мать сначала угощает своего ребёнка, а затем себя Pinguí, и таким образом она может легко выполнять свои обязанности по уходу и наслаждаться жизнью. С точки зрения маркетинга это ставит продукт между шоколадом Kinder и молочным ломтиком, с одной стороны, реклама которых в первую очередь ориентирована на взрослых, и Happy Hippo, с другой стороны, который в первую очередь ориентирован на детей в дизайне самого продукта (вафля в форме бегемота).
Также выпускается и продаётся ограниченная серия Kinder Pingui с клубникой и малиной. В 2018 году сорта кокос и карамель также стали частью постоянного ассортимента. В 2004 году рекламный ролик Ferrero был третьим по частоте показа рекламным роликом на немецком телевидении с 3301 трансляцией.
По мотивам Kinder Pingui также были созданы видеоигры Cocco Game и Fresh Adventures.